# Bruchem

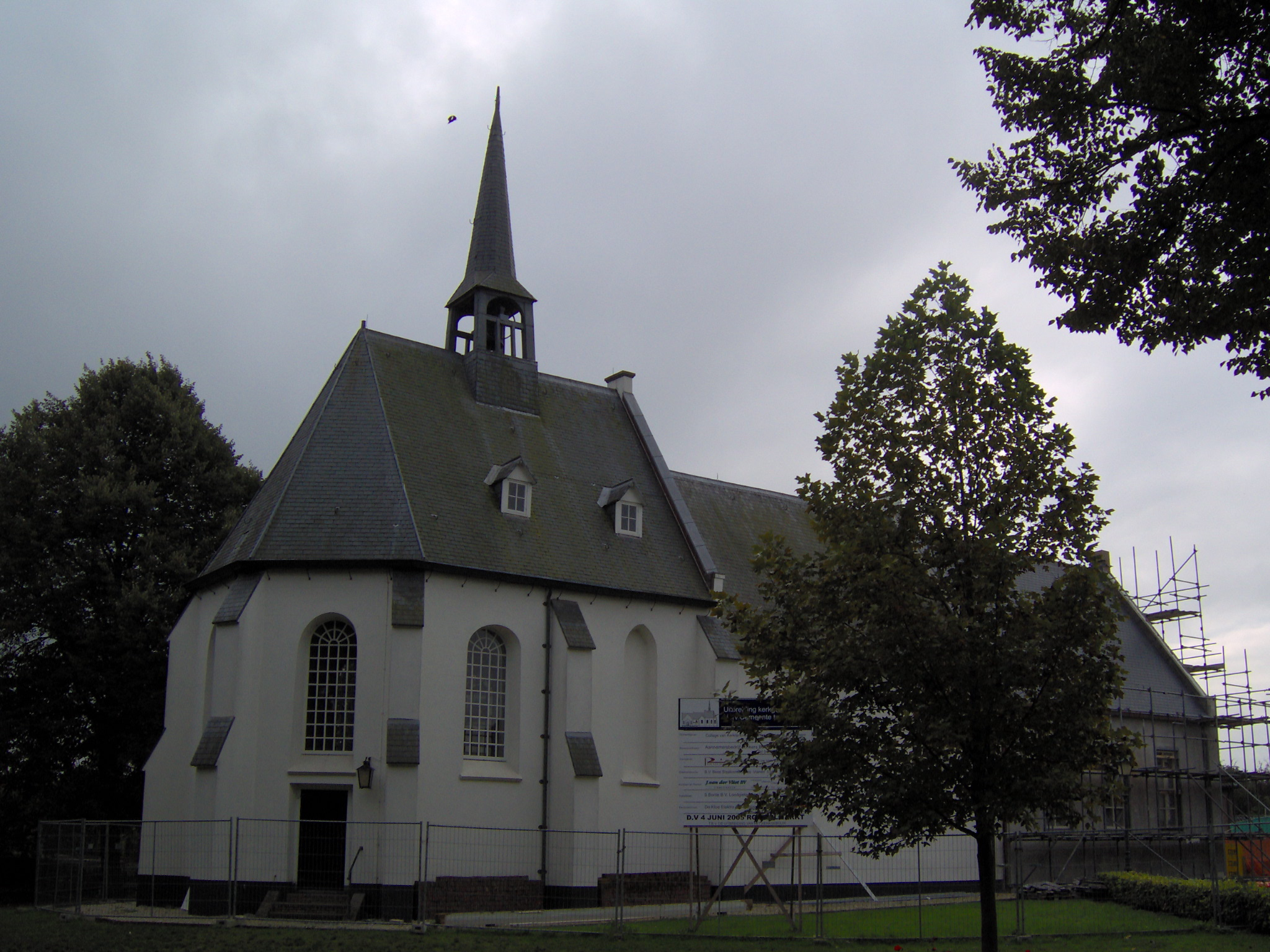
Kirche in Bruchem

Bruchem ist ein Dorf im Landstrich Bommelerwaard und Teil der Gemeinde Zaltbommel in der niederländischen Provinz Gelderland. Bruchem zählt 1.895 Einwohner (Stand: 1. Januar 2024). Bis 1999 war Bruchem Teil der Gemeinde Kerkwijk, die 1999 nach Zaltbommel eingemeindet wurde.
Der Name Bruchem besteht aus zwei Teilen: bruc und hem. Bruc (nnl. broek) entspricht dem deutschen Bruch bzw. Bruchwald und bezeichnet ein sumpfiges Waldstück. Hem ist von heim abgeleitet und bezeichnet wie im Deutschen einen 'Wohnplatz'. 
Bruchem ist auf dem erhöhten Rücken bzw. Rand eines Flussufers (nl. stroomrug) erbaut, der mitten durch den Bommelerwaard verläuft und worauf auch Kerkwijk und Delwijnen liegen. Dieser erhöhte Rücken entstand entlang des Flusses 'de Alm', der im Bommelerwaard noch vor 1200 versandete.
Sehenswert ist die reformierte Kirche (nl. hervormde kerk), wahrscheinlich aus dem 13. Jahrhundert, mit einem wahrscheinlich im 14. Jahrhundert errichteten Chor. Die Kirche wurde 2005/2006 von rund 250 auf rund 400 Sitzplätze erweitert.

## Persönlichkeiten
- Cees van Bruchem (* 1950), Agraringenieur und Politiker